# 小河良利
小河 良利（おごう よしとし）は、戦国時代の武将。

## 出自
江戸中期の福岡藩士・加藤一純の編纂した『増益黒田家臣伝』によると、出自を遡ると治承・寿永の乱で源義経に従って活躍した摂津国の武将・鷲尾義久の末裔とされ、その後も摂津に代々住んだという。嫡流のみを鷲尾氏と呼び、支流は全て小河氏と名乗ったという。
『増益黒田家臣伝』によると、父は小河義直（よしなお、武蔵）で、弟に信章（伝右衛門）と姉妹が一人あったとされる。当初は中播磨の雄・小寺氏に従っていたようで、『黒田家譜』では主君・小寺政職の「毛利氏と織田氏のいずれにつくべきか」という諮問を同僚の小寺孝隆（官兵衛、のちの黒田孝高）や江田善兵衛（えだ ぜんべえ）らと共に受けている。この時は孝高の「織田氏につくべし」という意見が採用されて小寺氏は一時織田信長の傘下に入るが、天正6年（1578年）には織田方から離反し、政職は居城の御着城に籠城する。その時の主な籠城者の名簿が「小寺政職家中記」に掲載されているが江田善兵衛と共に良利の名はなく、また小寺孝高は織田方に残留しており、良利らも小寺氏に従わなかった可能性もあるという。
後に弟の信章が黒田孝高に従軍して九州平定で活躍し、5,000石を与えられているが、良利はこの後に黒田氏領の中津（豊前）へ下向し、自身も1,370石を与えられて黒田家に仕えた。

## 関連作品
テレビドラマ
- 軍師官兵衛（2014年、NHK大河ドラマ、演：磯部勉[4]）